# Ocean Lake
Ocean Lake (pierwotnie Big Lake) – jezioro w kanadyjskiej prowincji Nowa Szkocja, w hrabstwie Guysborough, na północny wschód od miejscowości Sherbrooke. Jego zatoką jest Southeast Cove.